# Austrosignum escandellae
Austrosignum escandellae is een pissebed uit de familie Paramunnidae. De wetenschappelijke naam van de soort is voor het eerst geldig gepubliceerd in 2003 door Castello.